# Famille Clément
Pour les articles homonymes, voir Clément.
La famille Clément, plus tard appelée Clément de Wault, est une famille médiévale du Gâtinais qui compte cinq maréchaux de France.

## Histoire
Elle remonte sa filiation suivie au XIe siècle et elle s'est éteinte en 1558 à la mort de Nicolas Clément de Wault[réf. nécessaire].
Cette famille a conservé la charge de maréchal de France durant près d'un siècle.

## Filiation des maréchaux
- Robert
  - Robert (en)
    - Albéric, maréchal de France
    - Henri, maréchal de France
      - Jean, maréchal de France
        - Henri II, maréchal de France

  - Gilles de La Tournelle[réf. nécessaire]
    - Guillaume de La Tournelle[réf. nécessaire], maréchal de France

## Armoiries
- D'azur, à la croix recercelée d'argent ; à la cotice de gueules brochante.[1]

- D'or, à la bande de gueules.[2],[3]
- D'or, à trois bandes de gueules.[3]

## Fiefs
La famille Clément a possédé successivement de nombreuses seigneuries dont Mez-le-Maréchal, Argentan, Monceaux et Wault[réf. nécessaire].